# Ağstafa (rzeka)
Ağstafa (az.) lub Achstew (hy.) – rzeka w Azerbejdżanie i w Armenii. Początek bierze w Górach Pambackich na wysokości 3000 m n.p.m. Prawostronny dopływ Kury, do której uchodzi na wysokości 210 m n.p.m.
Rzeka ma 121 km lub 133 km długości. Zlewnia zajmuje powierzchnię 2500 km² lub 2586 km². Początkowo płynie wąską doliną, rozszerza się na wysokości miasta Dilidżan.